# Riccardo Giacconi
Riccardo Giacconi (6. října 1931 Janov – 9. prosince 2018 San Diego) byl americko-italský astrofyzik, nositel Nobelovy ceny za fyziku.

## Život
Narodil se v italském Janově. Po studiích na milánské univerzitě se z profesních důvodů přestěhoval do USA. V roce 1987 obdržel Wolfovu cenu za fyziku a v roce 2002 získal Nobelovu cenu za výzkum, který vedl k objevení vesmírných zdrojů záření gama.